# 1622 en arts plastiques
| Années des arts plastiques : 1619 - 1620 - 1621 - 1622 - 1623 - 1624 - 1625    |
| Décennies des arts plastiques : 1590 - 1600 - 1610 - 1620 - 1630 - 1640 - 1650 |

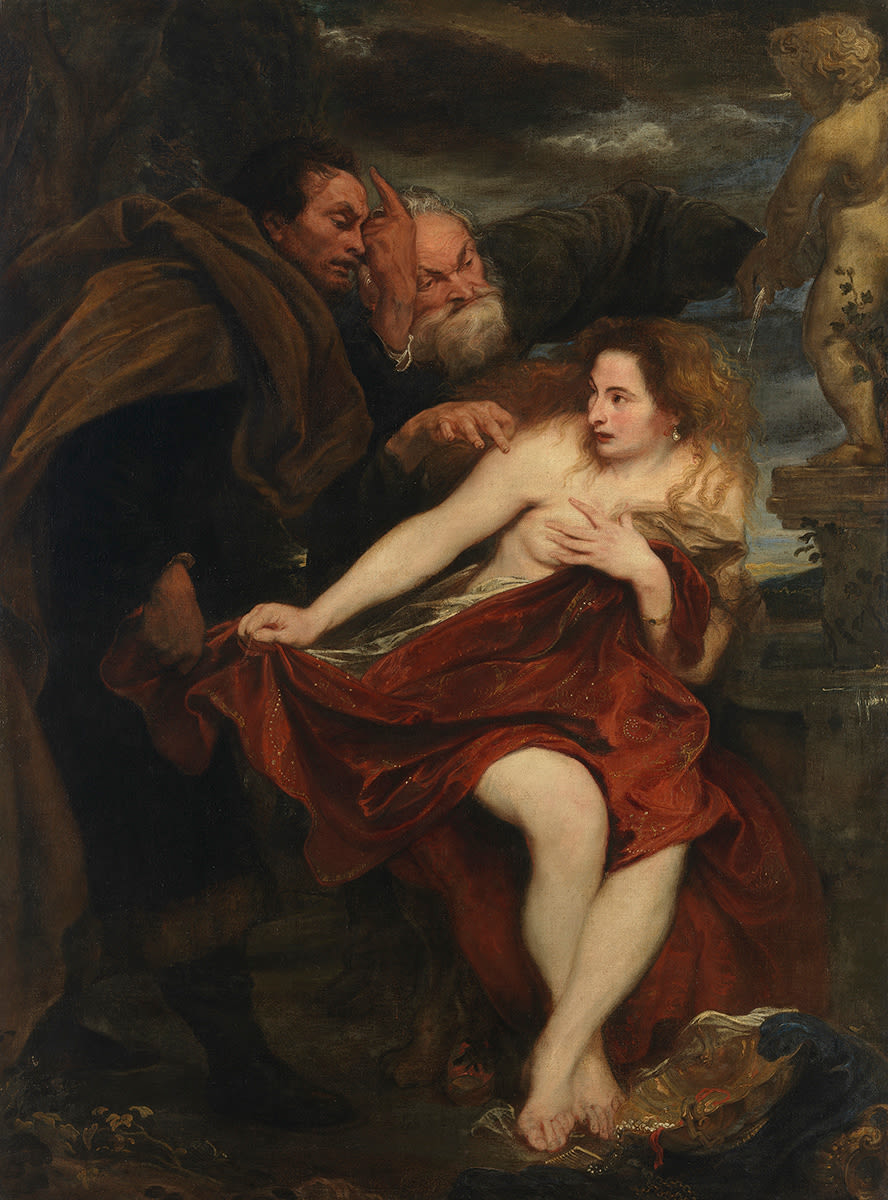
Suzanne et les vieillards, Antoine van Dyck..

Cette page concerne l'année 1622 en arts plastiques.

## Naissances
- 23 janvier : Abraham Diepraam, peintre néerlandais († 16 juillet 1670),
- 27 février : Carel Fabritius, peintre néerlandais († 12 octobre 1654),
- 30 avril : Giovanni Maria Morandi, peintre baroque italien de l'école florentine († 18 février 1717),
- 4 mai : Juan de Valdés Leal, peintre baroque espagnol, sculpteur, doreur, graveur et architecte  († 15 octobre 1690),
- 22 juin : Noël Cochin, peintre, dessinateur et graveur à l’eau-forte français († 1695),
- 27 septembre : Gerrit Lundens, peintre néerlandais († 11 juillet 1686),
- ? :
  - Francisco Herrera el Mozo, peintre et architecte baroque espagnol († 25 août 1685),
  - Johannes Lingelbach, peintre néerlandais († 1674),
  - Luo Mu, peintre de paysages et calligraphe chinois († 1706).

## Décès
- 19 février : Frans Pourbus le Jeune, peintre brabançon (° vers 1569),
- ? février : Michelangelo Naccherino, sculpteur italien (° 6 mars 1550),
- 15 avril : Leandro Bassano, peintre maniériste italien de l'école vénitienne (° 1557),
- 12 mai : Philippe Thomassin, graveur français et premier maître de Jacques Callot (° 28 janvier 1562),
- 17 mai : Leonello Spada, peintre et graveur italien (° 1576),
- 30 juin : Bernardino Cesari, peintre italien de l'école napolitaine (° 1571),
- 10 août : Giovanni Battista Viola, peintre baroque italien (° 16 juin 1576),
- Date précise inconnue :
  - Giuseppe Bonachia, peintre et maître-céramiste italien (° 1562),
  - Aurelio Lomi, peintre baroque italien (° 29 février 1556).
  - Geronima Parasole, graveuse sur bois italienne (° vers 1569).